# 海がきこえる (アニメ)
『海がきこえる』（うみがきこえる、英題：Ocean Waves）は、1993年に日本テレビ開局40周年記念番組として放送されたスタジオジブリ制作の長編アニメーション作品。氷室冴子による同名の小説を原作に、スタジオジブリ初のテレビアニメとして制作された。
キャッチコピーは「高知・夏・17歳 ぼくと里伽子のプロローグ。」。
芸術文化振興基金助成事業の一環として制作され、第31回（1993年度）ギャラクシー賞で奨励賞を受賞している。

## 解説
スタジオジブリの長編作品の中では唯一のテレビ映画で、『月刊アニメージュ』に連載された氷室冴子の小説をもとに、当時スタジオジブリに在籍していた若手スタッフが中心となって制作した。「平熱感覚」をキーワードに制作され、モノローグとフラッシュバックを用いながら、高知と東京を舞台に、10代の終わりが近づく若者たちの心の揺れや葛藤を丁寧に描いている。
スタジオジブリとしては宮崎駿や高畑勲が直接関わらない初の作品で、東小金井に移されたスタジオジブリ新社屋で制作された初めての作品でもある。ジブリ内の若手作家を育成する目的で、プロデューサーの鈴木敏夫が宮崎に「社内の若手スタッフに何か1本制作を任せてみてはどうだろうか」と提案して実現した企画だった。「ポスト宮崎・高畑の時代に備える意味でも若手主体による作品作りを」というジブリのスタッフワーク的な側面から発想された企画でもあった。極力スタッフにプレッシャーをかけないように制作上の配慮がなされ、関東ローカルで祝日の夕方の時間帯放送、72分という長さもそのためであった。
その後のジブリを背負って立つことになる若手クリエーターを中心に制作され、クレジットでは制作は「スタジオジブリ若手制作集団」と記載されている。主要スタッフには、キャラクターデザインと作画監督に原作小説のイラストも担当した近藤勝也、脚本にはのちに『ゲド戦記』『コクリコ坂から』などのジブリ作品を手掛ける、当時徳間書店の編集者だった丹羽圭子（中村香）、美術監督に宮崎駿作品の背景を多く手掛けた男鹿和雄を師と仰ぐ田中直哉が参加。それ以外にも、研修生という形でジブリに採用されて数年の新人当時の小西賢一、安藤雅司、吉田健一、村田和也ら、錚々たるメンバーが参加した。また若手ではないが、2年後に『耳をすませば』の監督を務める近藤喜文も一部原画で参加している。
監督には、外部から数々の青春アニメを手掛け、細やかな人物表現と克明な日常表現の演出で高い評価を受けていた亜細亜堂（当時）の望月智充が招聘された。望月は自身が監督となった経緯について、「もともと氷室作品のファンでほぼ読破していたが、プロデューサーの高橋望からオファーを受け、小説の挿絵を描いていた近藤勝也が参加するという話だったのでやってみようと思った」と述べている。実は望月は本作品以前から氷室作品のアニメ化を希望しており、『海がきこえる』の企画もジブリの鈴木のもとに持ち込んでいたが、実現することはなかった。その経緯もあって、監督選考の際に望月が推挙されることになった。彼が過去に『めぞん一刻 完結篇』『きまぐれオレンジ☆ロード あの日にかえりたい』などの劇場作品の監督を手がけ、青春期の男女の恋愛模様を瑞々しく描写する手腕を高く買われてきた若手演出家であったことも起用の理由の一つであった。
制作は、本作が初プロデュースとなったスタジオジブリ所属の高橋望。プロデュースについても若手の自主性に任せたいと考えた鈴木は、スタッフの推薦こそしたものの、その打診や交渉、それ以降の実作業は高橋に一任したという。
テレビ放映用として作られたが、画面アスペクト比は放送当時の地上波テレビの4:3ではなく、劇場映画なみの16:9のビスタサイズで制作された。これは高橋がジブリとして最低限のフォーマットを守るために「若手制作集団とは言ってもジブリが作るのだからこれは映画として作ろう」と提案した結果であり、劇場作品同様に35ミリフィルムで撮影され、音もステレオで録音された。そのこだわりが、後に劇場で公開されたり再評価されたりすることにもつながった。
初めから劇場映画として作られた他のジブリ作品のような大掛かりなプロモーションは行われず、番宣用のテレビCMが放映されたりチラシやマスコミ向けのパンフレットが制作されたりしただけだった。
制作期間は当初3か月の予定が半年に延び、放送も春休みの予定がゴールデンウィーク中のこどもの日にまで延期された。初放送では17.4パーセントの好視聴率を記録したが、当初1億2000万円の予定だった製作費は2倍強の2億5000万円にまで膨れ上がり、テレビアニメではその回収が困難だった。そして本作以降、収益性の低さを理由にジブリではテレビ向けアニメ作品の企画は実現していない。
鈴木はジブリとして高畑・宮崎の劇場版の制作ラインとは別にテレビシリーズで若手のラインを作ることを目論んでいたが、本作が予算回収に失敗したことによってそれが出来なくなってしまった。2003年に10周年記念で発売されたDVDの特典で、望月はジブリで次世代の監督が育たないことについて、「いくら新人の演出候補を採っても、テレビシリーズで演出の数をこなしてコツをつかまずに、いきなり長編や劇場版の監督が出来るわけがない。しかしジブリはテレビアニメをやっていないのでその育つ環境がない」と語っている。それに対して鈴木は、「テレビシリーズで色んなことをおぼえてそれを踏まえて長編をやるというのはウソなんですよね。色んな映画を見てきたが、実写だろうがアニメーションだろうが、有能な監督は最初から優秀。例えば高畑勲はテレビシリーズをほとんどやっていないのにいきなり長編をやって高い評価を得た。（自分が抜擢した）『猫の恩返し』の森田宏幸もほとんどアニメーターの経験しかないのに監督ができた。才能のある人は、どうやって作るかは作品を見ていれば分かるのでそういうことをやってのける。そういうことで言えば、今どこにいるかわからないX（=いきなり監督の出来る才能のある人）に会いたいですけどね」と反論している。
配役はベテラン声優の中からテープオーディションで決められた。スタジオジブリの歴代作品の中で、唯一男性の専業声優（飛田展男）が主人公を演じている作品であり、主要人物と脇役のキャスティングもほぼ専業声優で占められていることも、ジブリ作品としてはきわめて異例である。ヒロインの里伽子役には職業声優ではなく、当時、舞台女優として活動していた坂本洋子が抜擢された。キャスティングが難航する中、鈴木が舞台女優として活動していた坂本を推薦した。彼女を紹介された望月は、「普通の声優ではないということで、ちょっと演技が違うというか、場違いな雰囲気があった。だが、里伽子は高知の世界の中ではエイリアンなので、そこが逆にいいんじゃないかと思って賛成した」という。方言指導は、高知県出身で土佐弁に堪能な点を見込まれ、望月の要望で美香役・女生徒の一人として参加した島本須美と、同じく高知出身で校長役として参加した渡部猛が務めた。
背景美術は、これもジブリとしては異例のすべての景色が実在する作品で、平成初期の高知と東京の風景がそのまま背景として生かされている。当時、ジブリ以外のアニメ作品にも、実際に存在する土地をリアルに描き出すというものはあまりなかった。高知県の実在の街が舞台なので、現地で撮った大量の資料写真をもとにレイアウトを起こし、背景美術も現実にある風景や街並みを描いている。
音響に関しては、永田茂の手掛けた劇伴を含め、望月はそれまでのスタジオジブリ作品とは変えることを意識していたという。主題歌も、当初は鈴木の要望で中島みゆきの「傷ついた翼」の使用が検討されていたが、最終的に望月が作詞、永田が作曲し、里伽子役の坂本が歌う楽曲「海になれたら」が採用された。
実質72分間という短い作品ということもあり、原作とはストーリー展開や構成、設定の一部が異なっている。原作は高知の高校生時代と東京での大学生活の2部構成となっているが、アニメでは大学生活の詳しい描写はなく、大学生となった主人公が帰省する途中、中学や高校での出来事を回想する形式がとられている。
作品冒頭とラストの吉祥寺駅でのシーンはアニメオリジナルである。その意図について望月は、「原作の前半部分だけをアニメにするにあたり、中途半端に終わらせるのではなく、この作品ならではのラストを作ってきちんとアニメとして終わらせたかった。そこで一つのまとまった話になるようなラストにしたが、原作の大学生編につながっていくようにも見えるし、アニメとしても終わらせることも出来た」と語っている。早くから決まっていた演出と違って場所は未定のままだったが、それが吉祥寺駅に決まったのは、そこがジブリのスタジオから近く、実際に見に行くことができる場所だったからである。
終盤の同窓会で小浜裕実が杜崎拓に伝える里伽子のセリフも原作にはなく、アニメを一本の作品として終わらせるために考えられたもの。望月は、里伽子も拓のことを気にしているということを彼に分からせないと最後の行動につながらないと考え、付け加えた。セリフは望月が独断で決めたのではなく、数案あった候補の中からスタッフ同士の話し合いで選ばれたという。
望月の演出としては、大学生の現在と中学・高校時代の思い出をカットバックで見せる手法や、それぞれのキャラクターの目線で風景を切り取るカット割り、カメラの置かれる位置などが独特である。そしてカメラワークは、ラストシーンを活かすために全編に渡ってフィックス（固定撮影）となっている。シーンチェンジの時に画面に出てくる白いフレームについては、現在の時制では大学生の拓だが、本編で描かれるのはほとんどが拓の高校時代の思い出についてなので、行ったり来たりしていると観客がわかりにくいと思って回想と現在の間に目印として入れたと説明している。
制作終盤、望月は激務によるストレスで十二指腸潰瘍を患い、1992年10月末に出血による貧血で倒れて入院。2日後には現場復帰したものの、病院で点滴を受けながら作品完成を迎えた。

## 制作
制作期間は当初、3カ月を想定していたが、最終的には半年かかった。それでも約70分の長編アニメーションとしては非常に短く、1日も無駄にできないスケジュールとなったが、原作の挿絵も手掛ける近藤勝也の画面作りの力が助けになった。じっくり時間をかけて考えることができない中、監督の望月智充はキャラクターの芝居を近藤に全て任せることで作品を完成させることに全力を注ぐことができた。
制作前、主なスタッフによる高知でのロケハンが行われ、資料用に大量の写真を撮影した。
準備段階からメインスタッフ間でかなり活発な議論が交わされた。美術や色指定などの普段の作品ならあまり内容に踏み込まない役職のスタッフも参加し、彼らの意見もストーリーに反映されるなど、それまでのジブリ作品には見られない制作体制となった。作品内容から画面処理などの突っ込んだことまでをスタッフ同士で話し合い、その雰囲気は制作現場まで引き継がれた。そして監督の望月智充は誰の出した意見でも良いと思えばどんどん作品に取り入れていった。特に小説連載時から原作に関わっていた近藤勝也は自身の中に彼なりのイメージが出来上がっており、最も積極的に発言し、表現上のみならず制作上でも大胆な提案を行うなど、議論をリードした。
制作体制は、望月と近藤の2人による二人三脚が中心となった。絵コンテを切ったのは望月だが、画面作りにおいては近藤の果たした役割も大きかった。近藤がポイントとなるシーン別に絵コンテの形にして提出してきたイメージボードを、望月が自分の演出にあう形にして取り込んで行った。望月は一方、 アフレコ、ダビングなども担当した。「絵に描かれると説得力があるので自分は全体のまとめ役のような形になった」と言う望月に対し、近藤は「僕は点をつくっていったけど点を線にしたのは望月さん。ぐっとくるのは望月さんの演出の部分だった。気持ちよく作画できたのは望月さんのおかげ」と答えている。もともと望月が目指している表現のリアリティと近藤が目指しているリアルな演技というのは非常に近い関係にあり、望月は「演技に関しても僕のイメージとピッタリ一致していた」と言っている。
美術と色彩設計の課題は、作品の舞台は南国高知、そして季節はほとんど夏ということで、光と影の強烈なコントラストをどう表現するかということだった。色指定の古谷由実は、近藤の提案で各キャラごとに「順光」「逆光」「ノーマル」の3パターンを作り、その色の組み合わせでのコントラストの表現に挑戦した。そして現実の季節ではなく場面のイメージを優先した結果、大部分のシーンが夏だった高知ではなく、5月の東京・成城の場面に最も光と影のコントラストを強く出すことになった。そして高知の場面は、夏でもさわやかな感じが基調だった。
美術監督の田中直哉はロケハン直後に最も早く準備室入りし、近藤の唯一の相談相手としてストーリーの構成や作品の方向性に至るまで深く関わった。物語の基本的な構成は脚本第一稿からあまり変わっていないが、オープニングとラストシーンだけは最後まで揉めた。そのオープニングの駅での再会シーンの一部に田中のアイデアが採用された。その他、里伽子と対立する高知の女生徒の代表として清水明子をもっと前面に出すように最初に提案したのも田中だった。本来の領分である美術では、冷たくない暖かみのある透明感のようなものを出したかったという。また実在する高知や東京の風景が作中に登場するが、写真そのままのように見えてもトレースしたわけではなく、一度自分の中でイメージにしてから描くことにこだわっているという。
ストーリーについては、短い放送時間の中で原作のエピソードを全て描ききるのは困難だと考えた望月は、原作の前半部（高校生編）か後半部（大学生編）のどちらか一方のアニメ化を希望していた。そして作監の近藤、制作プロデューサーの高橋望、脚本を手がけた中村香を交えた話し合いの結果、高校生編を中心に大学生編の一部を加えた内容でストーリーを構成することが決まった。作品の舞台はほぼ高知での中高一貫校時代に限定され、大学進学後の話は冒頭とエンディングに登場するのみでほとんど描かれなかった。
レイアウトは近藤の発案で、ロケハン時の写真を拡大コピーして使うことになった。背景原画も、使えるものはそのまま写真を拡大コピーして使って作業の簡便化を図った。半年あるかないかという限られた制作期間の中、作業を省略するためには、頭で考えて景色を生かしたリアリティを目指すよりもせっかく撮った写真があるのだからそれをそのまま使おうという合理性を優先した判断だった。どんな作品にでも使える方法ではないが、リアリティを要求される『海がきこえる』なら可能だというのが近藤の主張だった。ジブリ作品としては異例の作り方であり、望月はそういうやり方を「カンニング」と言って嫌う宮崎駿に見つからないよう隠れて作業を進めた。
また短い制作期間で作画の質と統一感を保つため、近藤は写真を使ったレイアウトとは別に、望月監督の描いた絵コンテを全カット清書してレイアウトのような形式で描いた独自の「作画用コンテ」を創り出した。近藤は望月の絵コンテをさらに細かくコマ割りして演技をつけた第2の絵コンテを描き、それをそのまま拡大コピーしてレイアウトに使用できるようにして作監作業の負担を軽減した。このコンテによってラフ原画の段階から演技の統一を図り、あとで作監修正する時の手間を省こうという合理主義のひとつだった
近藤はまた、実写に肉薄できるリアルな演技を求め、望月のコンテの構図に合わせてスタッフ同士で演技してカメラで撮影し、そこからラフ原画を起こすということも行った。

## あらすじ
高知の進学校から東京の大学に進学した杜崎拓は、JR吉祥寺駅のホームで武藤里伽子に似た女性を見かける。だが、彼女は高知の大学へ行ったはずであった。
初めての夏休み、高校の同窓会のために帰省する飛行機の中で、拓の思いは自然と里伽子と出会ったあの2年前の夏の日へと戻っていった。季節外れに東京から転校してきた里伽子との出会い、ハワイへの修学旅行、里伽子と2人だけの東京旅行、親友と喧嘩別れした文化祭。ほろ苦い記憶をたどりながら、拓は里伽子との思い出を振り返っていく。

## 声の出演
主要人物
- 杜崎拓 - 飛田展男
- 武藤里伽子 - 坂本洋子
- 松野豊 - 関俊彦
- 小浜裕実 - 荒木香恵
- 山尾忠志 - 緑川光
- 清水明子 - 天野由梨

その他
- 校長 - 渡部猛
- 川村 - 徳丸完
- 里伽子の父 - 有本欽隆
- 岡田 - 金丸淳一
- 杜崎拓の母 - さとうあい
- おかみさん - 鈴木れい子
- 見習い - 関智一
- 美香 - 島本須美[注 28]
- 男子生徒 - 桜井敏治[注 28]
- 女子生徒 - 水原リン[注 28]
- 植村喜八郎
- 山崎たくみ
- 三谷幸子
- まるたまり
- 久川綾

## スタッフ
| 製作                          | 製作                          | 徳間康快、氏家齊一郎 |
| 製作補                        | 製作補                        | 山下辰巳 |
| 原作 キャッチコピー           | 原作 キャッチコピー           | 氷室冴子 |
| 脚本                          | 脚本                          | 中村香 |
| キャラクターデザイン 作画監督 | キャラクターデザイン 作画監督 | 近藤勝也 |
| 原画                          | 原画                          | 近藤喜文、篠原征子、森友典子、河口俊夫、大谷敦子、遠藤正明、清水洋、山川浩臣、古屋勝悟、中山勝一、安藤雅司、吉田健一、小西賢一、芳尾英明、稲村武志、磯光雄、広田麻由美、吉野高夫 |
| 動画チェック                  | 動画チェック                  | 舘野仁美、中込利恵、藤村理枝 |
| 動画                          | 動画                          | 手島晶子、佐藤伸子、柴田和子、大村まゆみ、北島由美子、山田憲一、長嶋陽子、横山和美、野田武広、粉川剛、岡田妙智子、笹木信作、中村勝利、小野田和由、井上博之、斉藤昌哉 柴田絵理子、松瀬勝、東誠子、山浦由加里、椎名律子、末田久子、真野鈴子、槇田喜代子、太田久美子、安達昌彦、堀井久美、坂野方子、松島明子、岩柳恵美子 |
| 作画協力                      | 作画協力                      | アニメトロトロ、OH!プロダクション、スタジオコクピット、グループどんぐり、JCスタッフ、マッドハウス |
| 美術監督                      | 美術監督                      | 田中直哉 |
| 背景                          | 背景                          | 久村佳津、山川晃、太田清美、武重洋二、長縄恭子、黒田聡、伊奈涼子、田村盛輝、吉崎正樹、太田大 |
| 特殊効果                      | 特殊効果                      | 谷藤薫児 |
| 色彩設計 色指定               | 色彩設計 色指定               | 古谷由実 |
| 仕上検査                      | 仕上検査                      | 大城美奈子、小野暁子 |
| 仕上                          | 仕上                          | 立山照代、小川典子、井関真代、守屋加奈子、大附沢幸恵、森奈緒美、坂本洋子 スタジオキリー 森沢千代美、工藤百合子、中里友美、向井文江、吉田解子、粉井常隆 スタジオぴえろ福岡分室 |
| 撮影監督                      | 撮影監督                      | 奥井敦 |
| 撮影                          | 撮影                          | 旭プロダクション 谷口久美子、梅田俊之、薮田順二、榊原広、長谷川洋一、石井ゆり子 |
| 音響制作                      | 音響制作                      | オーディオ・プランニング・ユー |
| 音響制作デスク                | 音響制作デスク                | 小澤恵 |
| 音響監督                      | 音響監督                      | 浦上靖夫 |
| 整音                          | 整音                          | 大城久典、柴田信弘 |
| 音響効果                      | 音響効果                      | 横山正和 |
| 方言指導                      | 方言指導                      | 渡部猛、島本須美 |
| 録音スタジオ                  | 録音スタジオ                  | APUスタジオ |
| タイトル                      | タイトル                      | 道川昭 |
| 編集                          | 編集                          | 瀬山武司 |
| 編集助手                      | 編集助手                      | 足立浩 |
| 演出助手                      | 演出助手                      | 村田和也 |
| 制作担当                      | 制作担当                      | 川端俊之 |
| 制作デスク                    | 制作デスク                    | 田中千義、西桐共昭、伊藤万実子 |
| 制作進行                      | 制作進行                      | 有富興二、大塚浩二、伊藤裕之 |
| 制作事務                      | 制作事務                      | 山本珠実 |
| 広報                          | 広報                          | 立柗典子 |
| プロデューサー補佐            | プロデューサー補佐            | 山田尚美 |
| 協力                          | 協力                          | 高知東宝の前田幸恒さんをはじめ地元有志のみなさん |
| 現像                          | 現像                          | IMAGICA |
| 企画協力                      | 企画協力                      | アニメージュ編集部 荒川進、山平松夫 |
| アニメ制作                    | アニメ制作                    | スタジオジブリ若手制作集団 |
| プロデューサー                | プロデューサー                | 横尾道男、堀越徹、前田伸一郎、高橋望 |
| チーフプロデューサー          | チーフプロデューサー          | 奥田誠治 |
| エグゼクティブプロデューサー  | エグゼクティブプロデューサー  | 尾形英夫、和田仁宏、鈴木敏夫 |
| 絵コンテ 監督                 | 絵コンテ 監督                 | 望月智充 |

## 音楽

### スタッフ
| 作曲           | 作曲           | 永田茂                           |
| プロデューサー | プロデューサー | 及川善博                         |
| ディレクター   | ディレクター   | 岡田知子                         |
| エンジニア     | レコーディング | 二宮圭太郎、原一翔               |
| エンジニア     | マスタリング   | 橋本陽英                         |
| エンジニア     | アシスタント   | 花桐晃                           |
| 録音スタジオ   | 録音スタジオ   | サウンドインスタジオ             |
| CD制作         | CD制作         | 徳間ジャパンコミュニケーションズ |
| マネージメント | マネージメント | 日本テレビ音楽                   |

### エンディングテーマ
「海になれたら」
作詞 - 望月智充 / 作曲・編曲 - 永田茂 / 歌 - 坂本洋子

### サウンドトラック
1993年5月1日、ANIMAGE RECORDSよりCD（TKCA-70064）が発売された。また1997年4月21日には再発売された（TKCA-71142）。2025年7月、Filmarksから同社によるリバイバル上映を記念した限定カセットテープ版サウンドトラックも発売された。
収録曲
1. ファーストインプレッション
2. 海がきこえる
3. シーサイドストリート
4. 少女の想い
5. 夜更けにひとり
6. ある晴れた日
7. 陽気なよっぱらい
8. 風の並木路
9. 心が旅立つ時
10. 海になれたら

## 評価
人物の自然な動作を描く作画力に定評があるジブリとリアリティある人間描写を追及する望月智充監督の演出が影響し合い、品格あるジブリのカラーは失わずに青春アニメらしい若さと危うさをはらんだ画面作りとなっている。カメラワークも透過光もほとんど使われておらず、アニメーターが描くキャラクターの動きと芝居、そして背景美術で出来ているとされる。
作品の若者たちの描写は、スタジオジブリの一部年長者には「優柔不断で脆弱すぎる」と不評だった。宮崎駿は「作品は『こうある』を描くんじゃない。『こうあるべき』を描くんだ」と激怒したという。一方、プロデューサーの高橋望は「その脆弱さこそ現代の若者そのものであり、現代的な若者の人間関係を形にしたいという企画当初の目論見はスタッフワークも含め、充分成功した」と語っている。
鈴木敏夫は「宮崎・高畑には絶対に作れない作品。彼らにしか描けないものがちゃんと描けている」と絶賛し、「宮崎は自分では決して作ることのできないその内容に嫉妬を感じていた」とも語っている。
援助交際をテーマにした著書で知られる社会学者で映画評論家の宮台真司は宮崎駿との対談において、「『耳をすませば』よりも『海がきこえる』の方がより現実的な女子中高生の描写ができている」「『海がきこえる』のほうがずっと面白い。『耳をすませば』に感激するのは、小学校低学年以下とジジババだけではないか」などと発言し、宮崎と口論となった。また宮台は望月智充・近藤勝也・高橋望の3者へのインタビューも行っている。
2020年代になると、細部まで丹念に描写された1990年代の街並みやファッションなどの風俗や風景とリアルに描かれた若者の等身大の物語が若い世代に再評価され始めた。2024年、テレビ初放送からおよそ31年ぶりに劇場でリバイバル上映されると連日満席となるロングランヒットを記録、観客層は20代から30代の若い世代が目立っていた。ドラマ・アニメのレビューサービス Filmarksでもトレンド上位に入るなど話題を呼び、当時のイラストや資料などを収録した書籍『海がきこえる THE VISUAL COLLECTION』も発売された。そして2025年7月には、全国167館で3週間限定で再上映された。劇場公開自体はこれまでも散発的に行われていたが、ロードショー的に行うのはこれが初めてであった。

## 影響
1995年公開の『耳をすませば』（近藤喜文監督）は、同作の脚本・絵コンテ・プロデュースを担当した宮崎駿が本作に触発され、そのアンチテーゼとして企画して制作に乗り出したものであるとされる。同じ若者の恋愛をテーマにした作品をぶつけてきたことについて近藤勝也は「ジブリの恋愛物と言えば誰もが『海がきこえる』ではなく『耳をすませば』を連想するようにしたかったのでは」と推測している。また、2011年公開の宮崎企画の作品『コクリコ坂から』とは脚本とキャラクターデザインが共通であるなど、非常に密接な関係がある。
本作品は国内外のアニメ監督にも影響を与えている。新海誠は好きなジブリ作品に本作を挙げており、アニメだけでなく原作小説も繰り返し読み返して「自分の中の何かを成している気がする」と語っている。黒柳トシマサは高校生の時に見て大きな影響を受け、アニメの道に進むことを決めたという。韓国のアニメーション監督 ハン・ジウォンは、アニメーションの中で実写映画的な色調や現実的な風景を描こうとする演出に大きな影響を受けたと述べている。
また韓国のアイドルグループBTSのメンバーRMはお勧めの映画として本作を挙げており、自身が手がけたグループのメンバージョングクのソロ曲「Euphori」についても、当初は「波が聞こえる」だった歌詞を映画の情景が曲にぴったりだったという理由で「海がきこえる」へと変更している。

## 公開

### テレビ放送
1993年5月5日（こどもの日）に『進め! 青春少年 「海がきこえる」』のタイトルで90分間のスペシャルアニメとして日本テレビで放送された。関東ローカルでの放送で、祝日ではあったものの夕方4時からという早い放送時間だったにもかかわらず、この時間帯では異例の17.4%という高い視聴率を記録した。その後、5月8日から7月14日にかけて日本テレビ系列局(NNS)の一部でも遅れネットで放送され、最終的に全13局で放送された。
2011年7月15日には日本テレビ『金曜ロードショー』枠でテレビ初放送から約18年2か月ぶりに再放送された。本放送は夕方時間帯の関東ローカルで放送され、遅れネットで放送した系列局も一部に留まったため、ゴールデンでの全国放送は実質これが初めてだった。また他のスタジオジブリ作品とは異なり、この枠で放映されるのも初のことであった。通常の『金曜ロードショー』の枠で放映するには90分間（正味72分間）と尺が短いため、映画『コクリコ坂から』の公開を記念した日本テレビ『金曜特別ロードショー』として放送時間を延長し、『ゲド戦記』とともに放映する2部構成の形が採られた。また、初放送時以降厳しくなったBPOの放送基準にあわせて、冒頭に「この作品には、未成年の飲酒・喫煙シーンがありますが、原作の作品性、原作者の意図を尊重しオリジナルのまま放送いたします。」とのテロップが入れられた。
| 回 数 | 放送日        | 放送時間      | 視聴率 | 備考                                                                 |
| ----- | ------------- | ------------- | ------ | -------------------------------------------------------------------- |
| 1     | 1993年5月5日  | 16:00 - 17:30 | 17.4%  | 特番による放送。日本テレビの関東ローカル枠放送として。               |
| 2     | 2011年7月15日 | 19:00 - 20:30 | 07.2%  | 金曜特別ロードショー(NNS系列全国放送)、ゲド戦記を併せた2本立て放送。 |

### 劇場公開
テレビ放送された1993年に劇場でも公開された。上映は主にミニシアター系の映画館で行われた。
2016年12月28日から4Kリマスター版がニューヨークとロサンゼルスの映画館2館限定で劇場公開された。
2024年春、3月15日からBunkamuraル・シネマ渋谷宮下にて期間限定でリバイバル上映された。大々的な劇場公開はテレビ初放送と劇場初公開からおよそ31年ぶりのことだったが、連日満席のロングランヒットを記録した。また同年秋には本作のビジュアルブック「海がきこえる THE VISUAL COLLECTION」の刊行を記念して、11月1日から12月5日にかけて同劇場にて再び特別上映が実施された。

#### Filmarksによる全国上映
2025年7月4日よりFilmarksの主催で3週間限定で全国にてリバイバル上映された。第1弾として発表された劇場は全国139館。6月5日に第2弾として28館が追加で発表され合計167館となった。ロードショー的に全国の劇場で同時期に上映されるのはこれが初のことであった。

## 関連商品

### 映像ソフト
| タイトル                                      | 規格    | 規格品番              | レーベル                                 | 発売日                     | 備考 |
| --------------------------------------------- | ------- | --------------------- | ---------------------------------------- | -------------------------- | --- |
| 『海がきこえる』                              | LD VHS  | TKLO-50101 TKVO-60561 | 徳間書店                                 | 1993年6月25日              | |
| ジブリがいっぱいコレクション 『海がきこえる』 | VHS DVD | VWSZ-8026 VWDZ-8026   | ブエナ ビスタ ホーム エンターテイメント  | 1999年7月23日 2003年8月8日 | 本編の後に新たに「芸術文化振興基金」のロゴが挿入された。 VHSビデオは「ジブリがいっぱいCOLLECTION」シリーズとして再発売された際に15万本を出荷した。 DVDには特典映像「あれから10年 ぼくらの青春」が収録された。 |
| 『海がきこえる』                              | Blu-ray | VWBS-8234             | ウォルト・ディズニー・スタジオ・ジャパン | 2015年7月17日              | BD化にあたり、4K解像度でフィルムをスキャンする4Kデジタル・リマスターによりマスターを作成。 2015年時点までにスタジオジブリが制作していた長編作品としては、最後にBlu-ray化された。                              |
| 『海がきこえる』                              | DVD     | VWDZ-7354             | ウォルト・ディズニー・スタジオ・ジャパン | 2022年4月20日              | 公開時のクオリティを再現した、より高画質な本編映像を収録した《デジタル・リマスター版》。本編ディスク＋特典ディスクの2枚組だが、特典映像は従来通り。劇場ポスターのキーアートで統一したパッケージ・デザイン。   |

### 書籍
- 『僕が好きなひとへ 海がきこえるより』氷室冴子・近藤勝也(イラスト)、徳間書店、1993年5月。ISBN 4-19-555171-4
- 『海がきこえるフィルムBOOK』徳間書店、1993年7月。ISBN 4-19-720163-X
- 『スタジオジブリ作品関連資料集 IV 「紅の豚」、「海がきこえる」型録』徳間書店、1996年12月。ISBN 4-19-860628-5
- 『スタジオジブリ絵コンテ全集 8 海がきこえる そらいろのたね』徳間書店スタジオジブリ事業本部、2001年10月。ISBN 978-4-1986-1438-6
- 『海がきこえる THE VISUAL COLLECTION』スタジオジブリ監修、トゥーヴァージンズ、2024年10月25日。ISBN 978-4-8679-1027-6